# Skorpionärt
Skorpionärt (Scorpiurus muricatus) är en ärtväxtart som beskrevs av Carl von Linné. Skorpionärt ingår i släktet skorpionärter, och familjen ärtväxter. Inga underarter finns listade i Catalogue of Life.

## Bildgalleri

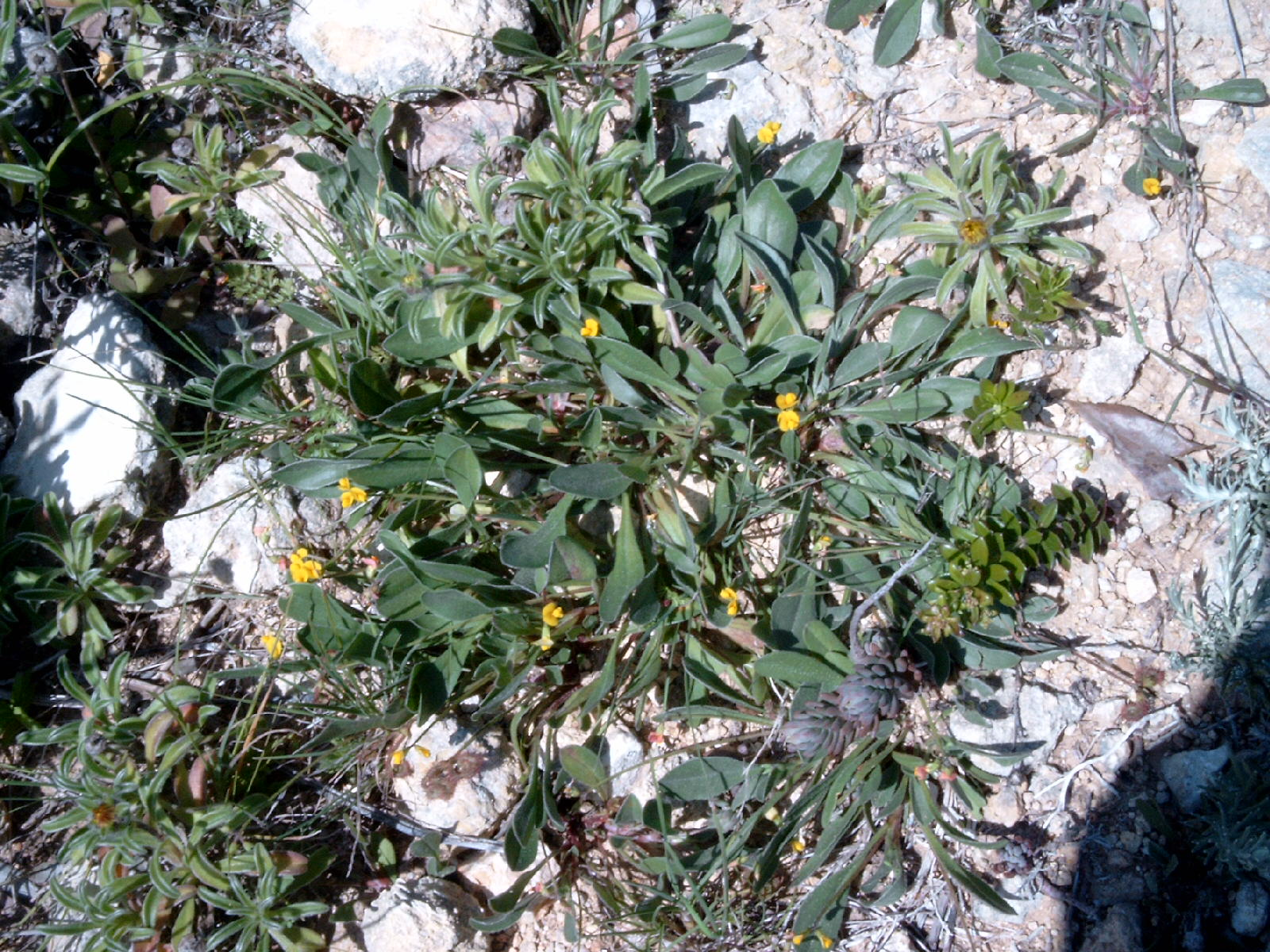
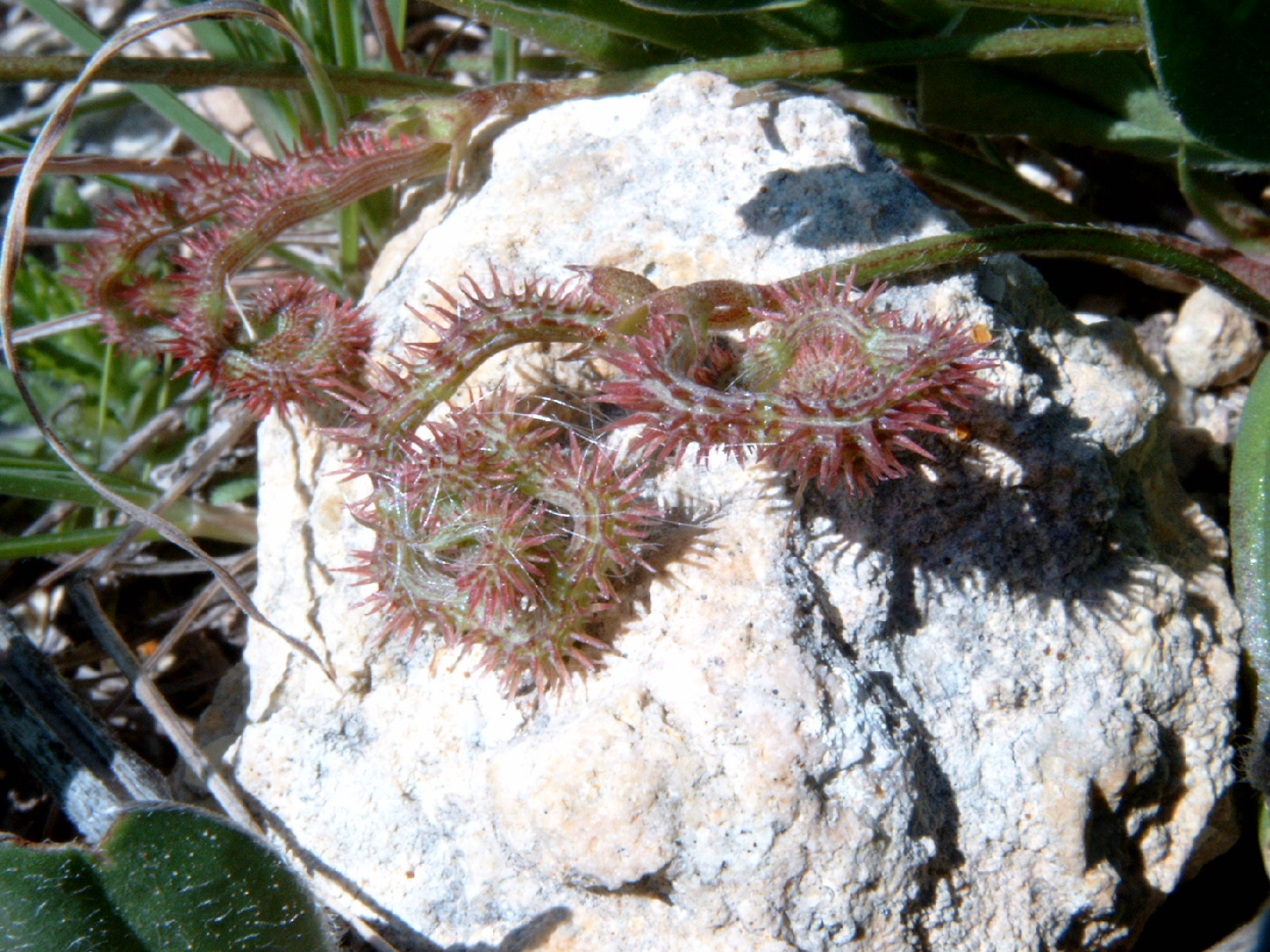
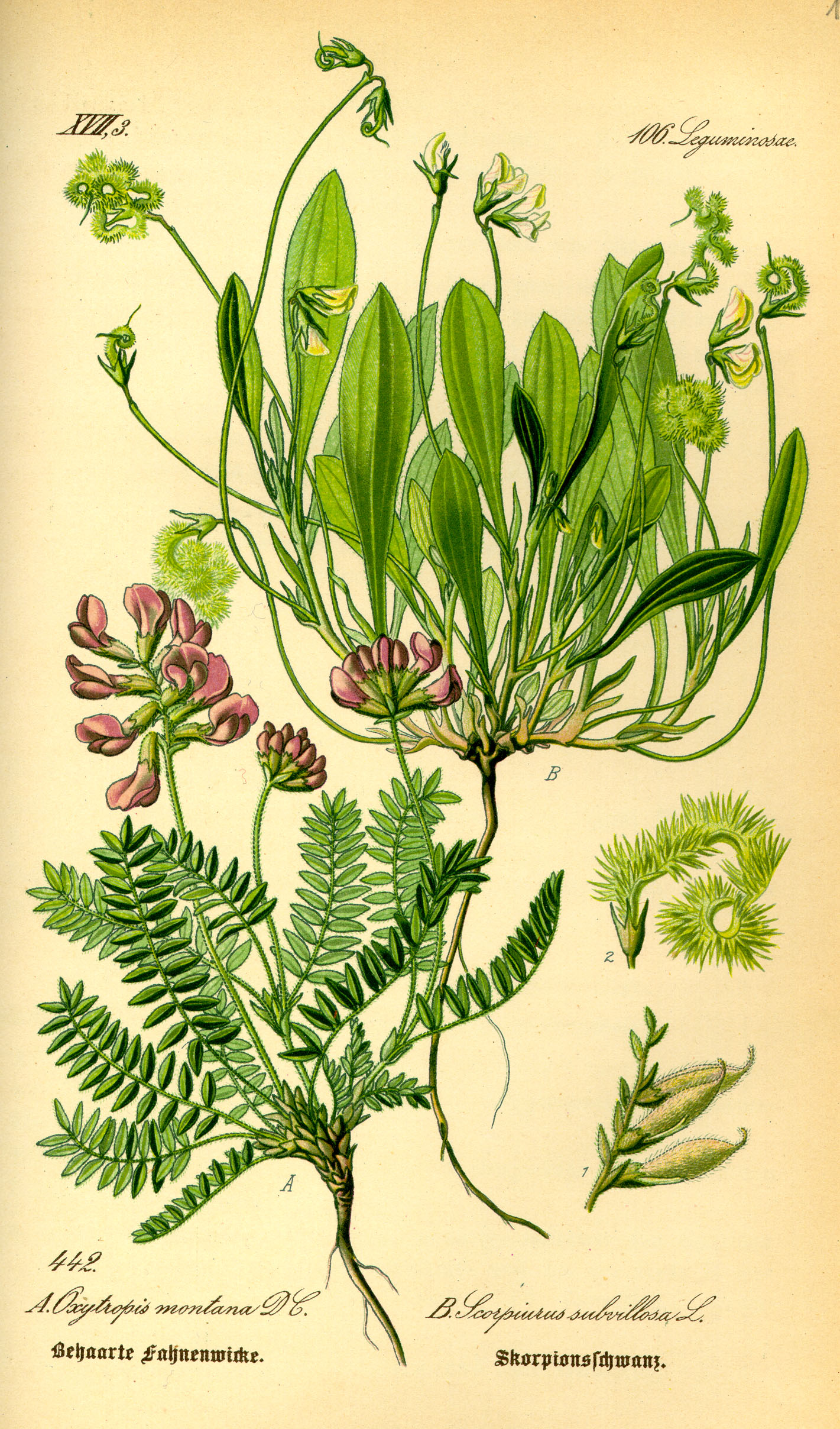
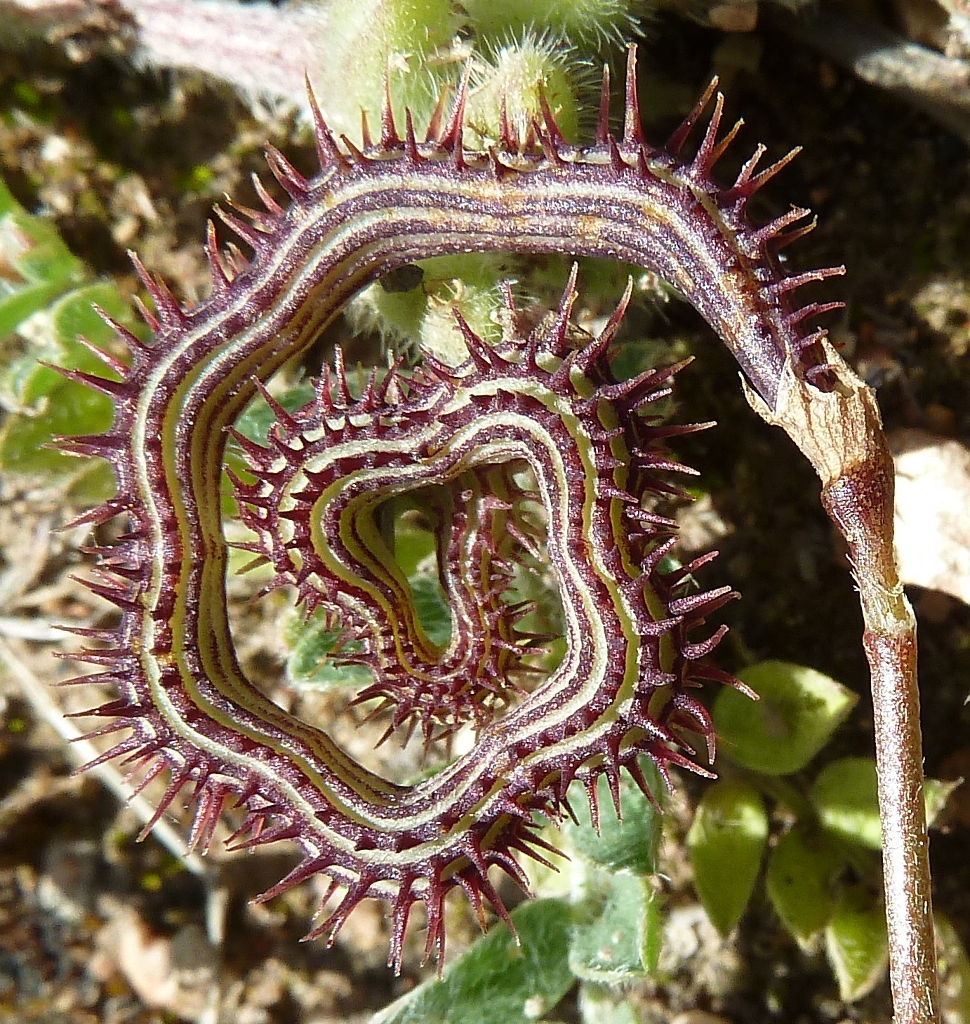
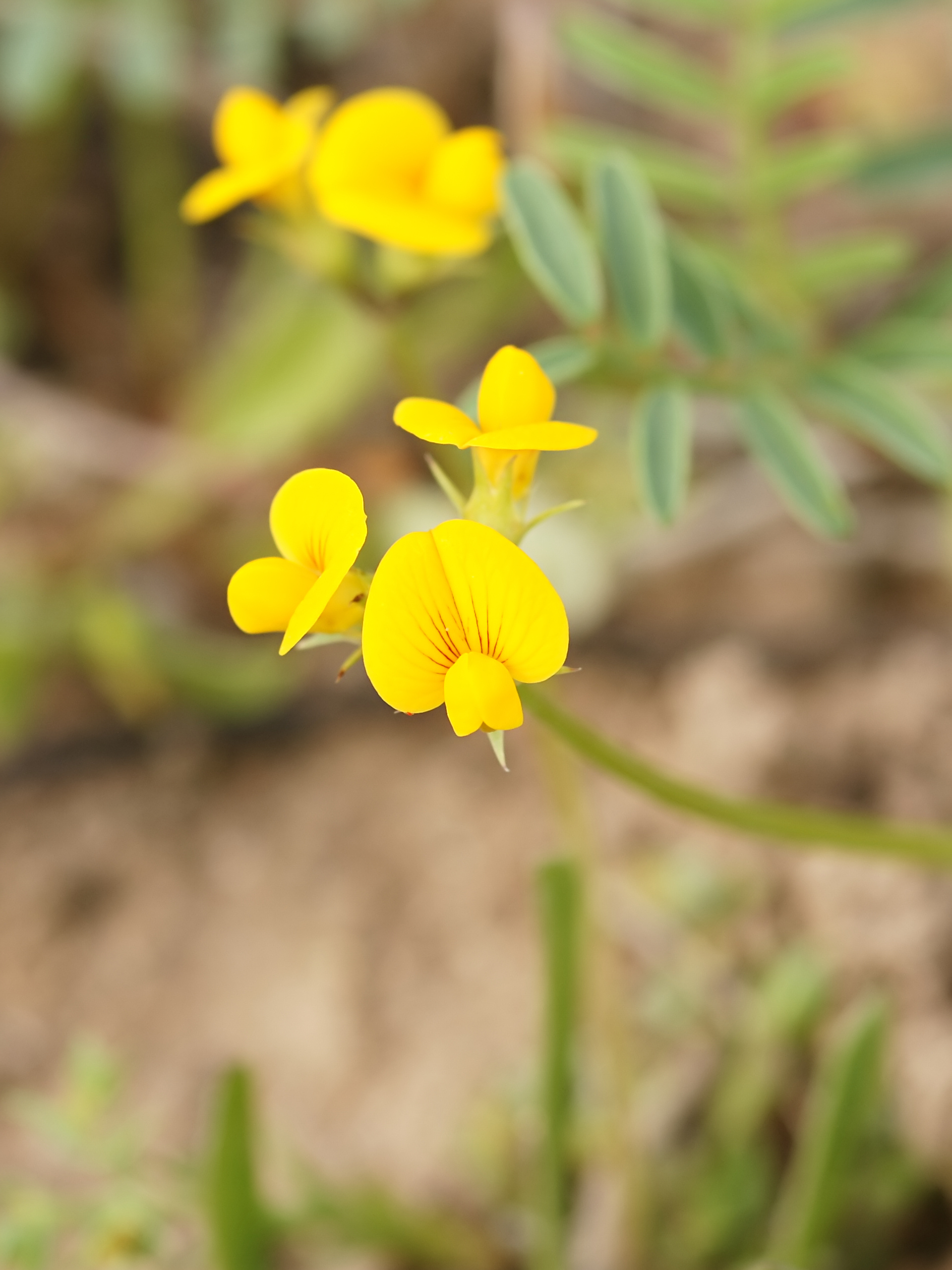
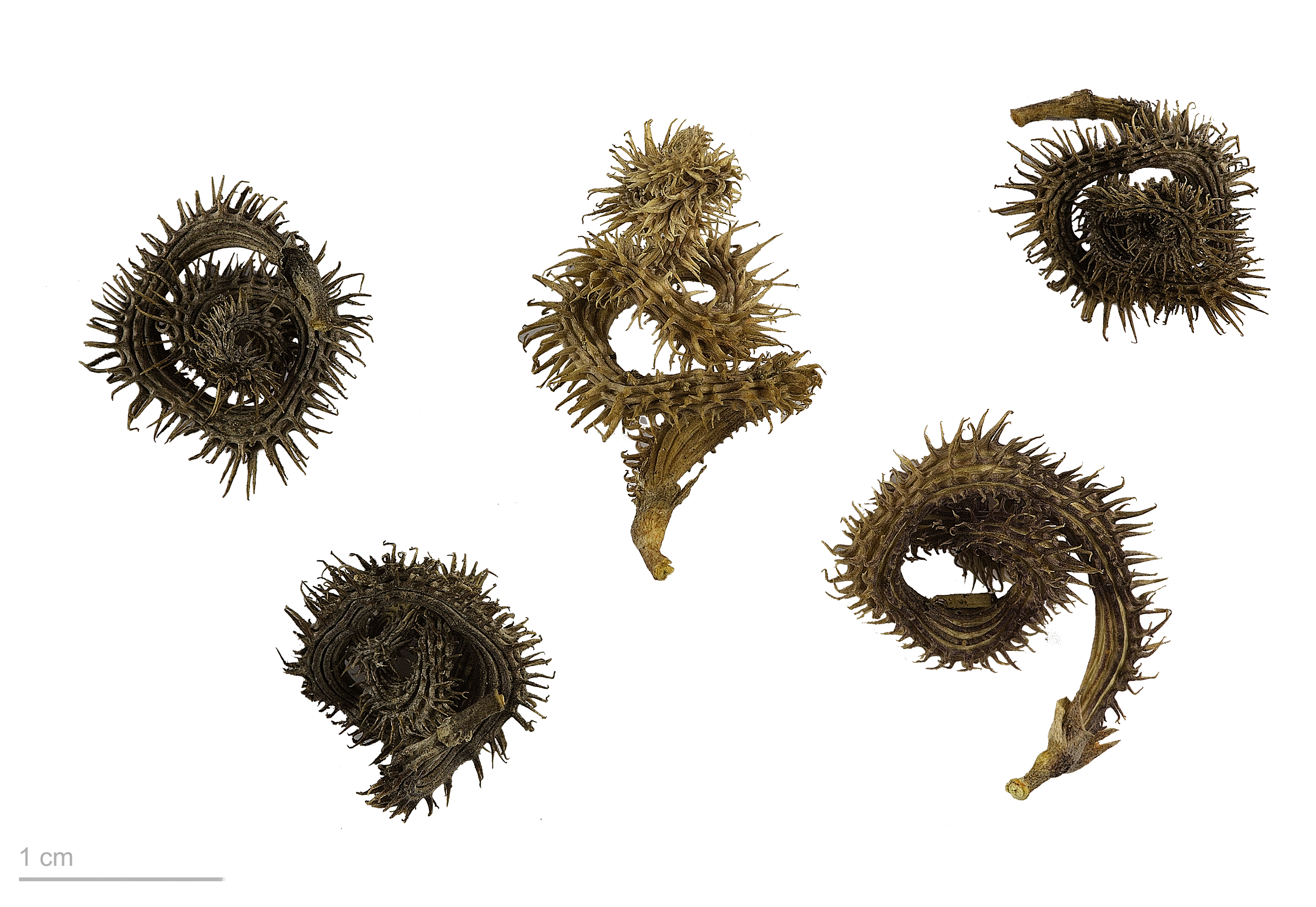
Scorpiurus muricatus - Museum specimen